# Mandibularia nigriceps
Mandibularia nigriceps är en skalbaggsart som beskrevs av Maurice Pic 1925. Mandibularia nigriceps ingår i släktet Mandibularia och familjen långhorningar.
Artens utbredningsområde är Tibet. Inga underarter finns listade i Catalogue of Life.